# Хиральность (физика)
Хира́льность (киральность) — свойство физики элементарных частиц, состоящее в различии правого и левого, и указывающее на то, что Вселенная является несимметричной относительно замены правого на левое и левого на правое. Обычно говорят про хиральность молекул и хиральность элементарных частиц.

## Хиральность и спиральность
Спиральность частицы является положительной («правой»), если направление спина частицы совпадает с направлением её движения, и отрицательной («левой»), если направления спина и движения частицы противоположны. Таким образом, стандартные часы с вектором спина, определяемым вращением их стрелок, имеют левую спиральность, если они движутся так, что циферблат обращён вперёд.
Математически спиральность является знаком проекции вектора спина на вектор импульса: «левая» – отрицательная, «правая» – положительная.
Хиральность частицы – это более абстрактное понятие: она определяется тем, преобразуется ли волновая функция частицы по правому или левому представлению группы Пуанкаре.
Для безмассовых частиц, таких как фотоны, глюоны и (гипотетические) гравитоны, хиральность – это то же самое, что и спиральность; данные безмассовые частицы как бы «вращаются» в одну и ту же сторону относительно своей оси движения независимо от точки зрения наблюдателя.
Для массивных частиц, таких как электроны, кварки и нейтрино, хиральность и спиральность следует различать: в случае этих частиц наблюдатель может перейти к системе отсчёта, движущейся быстрее, чем вращающаяся частица. В таком случае частица будет двигаться назад, а её спиральность (которая может считаться «кажущейся хиральностью») будет перевёрнута.
Безмассовая частица движется со скоростью света, поэтому любой реальный наблюдатель (который всегда должен двигаться медленнее скорости света) может находиться только в такой системе отсчёта, где частица всегда сохраняет своё относительное направление вращения, что означает, что все реальные наблюдатели видят одинаковую спиральность. Из-за этого на направление вращения безмассовых частиц не влияет изменение точки зрения (преобразования Лоренца) в направлении движения частицы, а знак проекции (спиральность) фиксирован для всех систем отсчёта: спиральность безмассовых частиц является релятивистским инвариантом (величина, значение которой одинаково во всех инерциальных системах отсчёта) и всегда соответствует хиральности безмассовых частиц.
Открытие нейтринных осцилляций означает, что нейтрино имеет массу, поэтому фотон является единственной известной безмассовой частицей. Возможно, глюоны также являются безмассовыми, хотя данное предположение не было окончательно проверено.  Следовательно, это только две известные частицы, для которых спиральность может быть тождественна хиральности, и только безмассовость фотона была подтверждена измерениями. Все другие наблюдаемые частицы имеют массу и, следовательно, могут иметь различную спиральность в разных системах отсчёта. 

## Хиральные теории
Только левые фермионы и правые антифермионы участвуют в слабом взаимодействии. В большинстве случаев два левых фермиона взаимодействуют сильнее, чем правые фермионы или фермионы с противоположными хиральностями, означая, что вселенная предпочитает левую хиральность, что нарушает симметрию, которая справедлива для всех остальных сил природы.
Хиральность для фермиона Дирака {\displaystyle \psi } определяется через оператор {\displaystyle \gamma ^{5}}, который имеет собственные значения ±1. Таким образом, любое поле Дирака может быть спроецировано в его левую или правую составляющую, действуя оператором проецирования ½{\displaystyle (1-\gamma ^{5})} или ½{\displaystyle (1+\gamma ^{5})} на {\displaystyle \psi }.
Связь заряженного слабого взаимодействия с фермионами пропорциональна первому проекционному оператору, ответственному за нарушение симметрии чётности этого взаимодействия.
Общим источником путаницы является объединение этого оператора с оператором  спиральности. Поскольку спиральность массивных частиц зависит от системы отсчёта, может показаться, что одна и та же частица будет взаимодействовать со слабой силой в соответствии с одной системой отсчёта, но не с другой. Разрешение этого ложного парадокса состоит в том, что оператор хиральности эквивалентен спиральности только для безмассовых полей, для которых спиральность не зависит от системы отсчёта. Напротив, для частиц с массой хиральность не совпадает со спиральностью, поэтому нет зависимости слабого взаимодействия от системы отсчёта: частица, взаимодействующая со слабой силой в одной системе отсчёта, делает это в каждой системе отсчёта.
Теория, асимметричная по отношению к хиральности, называется хиральной теорией, тогда как не хиральную (то есть симметричную относительно преобразования чётности) теорию иногда называют векторной теорией. Многие части Стандартной модели физики являются не хиральными, что прослеживается как сокращение аномалий в хиральных теориях. Квантовая хромодинамика является примером векторной теории, поскольку обе хиральности всех кварков и глюонов появляются в теории.
Теория электрослабого взаимодействия, разработанная в середине 20-го века, является примером хиральной теории. Первоначально предполагалось, что нейтрино безмассовые и только предполагают существование левых нейтрино (наряду с их комплементарными правыми антинейтрино). После наблюдения осцилляций нейтрино, которые предполагают, что нейтрино обладают массой, как и все другие фермионы, пересмотренные теории электрослабого взаимодействия теперь включают как правые, так и левые нейтрино. Тем не менее, это всё ещё хиральная теория, поскольку она не учитывает симметрию чётности.
Точная природа нейтрино всё ещё не установлена, поэтому предложенные электрослабые теории несколько отличаются друг от друга, но в большинстве случаев они учитывают хиральность нейтрино так же, как это было сделано для всех других фермионов.

## Хиральная симметрия
Векторные калибровочные теории с безмассовыми фермионными полями Дирака ψ проявляют хиральную симметрию, то есть вращение левой и правой частей независимо друг от друга не имеет никакой разницы в теории. Мы можем записать это как действие вращения на полях:
{\displaystyle \psi _{L}\rightarrow e^{i\theta _{L}}\psi _{L}} и {\displaystyle \psi _{R}\rightarrow \psi _{R}}
или
{\displaystyle \psi _{L}\rightarrow \psi _{L}} и {\displaystyle \psi _{R}\rightarrow e^{i\theta _{R}}\psi _{R}.}
С N ароматами вместо этого мы имеем унитарные вращения: U(N)L×U(N)R.
В более общем плане мы записываем правые и левые состояния как оператор проектирования, действующий на спинор. Операторы правых и левых проекторов:
{\displaystyle P_{R}={\frac {1+\gamma ^{5}}{2}}}
и
{\displaystyle P_{L}={\frac {1-\gamma ^{5}}{2}}}
Фермионы с массой не проявляют хиральной симметрии, так как массовый член в Лагранжиане mψψ явно нарушает киральную симметрию.
Спонтанное нарушение хиральной симметрии может также возникать в некоторых теориях, как это наиболее заметно в квантовой хромодинамике.
Преобразование хиральной симметрии можно разделить на компонент, который рассматривает левую и правую части в равной степени, известный как векторная симметрия, и компонент, который на самом деле рассматривает их по-разному, известный как аксиальная симметрия. Скалярная модель поля, кодирующая хиральную симметрию и её нарушение, является хиральной моделью.
Наиболее распространённое применение выражается как равномерное отношение к вращению по часовой стрелке и против часовой стрелки из фиксированной системы отсчёта.
Общий принцип часто называют хиральной симметрией. Это правило абсолютно справедливо в классической механике Ньютона и Эйнштейна, но результаты квантовомеханических экспериментов показывают разницу в поведении левохиральных и правохиральных субатомных частиц.

### Пример:uиdкварки в КХД
Рассмотрим квантовую хромодинамику (КХД) с двумя безмассовыми кварками u и d (фермионы с массой не проявляют хиральной симметрии). Лагранжиан:
{\displaystyle {\mathcal {L}}={\overline {u}}\,i\displaystyle {\not }D\,u+{\overline {d}}\,i\displaystyle {\not }D\,d+{\mathcal {L}}_{\mathrm {gluons} }~.}
В терминах левых и правых спиноров:
{\displaystyle {\mathcal {L}}={\overline {u}}_{L}\,i\displaystyle {\not }D\,u_{L}+{\overline {u}}_{R}\,i\displaystyle {\not }D\,u_{R}+{\overline {d}}_{L}\,i\displaystyle {\not }D\,d_{L}+{\overline {d}}_{R}\,i\displaystyle {\not }D\,d_{R}+{\mathcal {L}}_{\mathrm {gluons} }~.}
(Здесь, i это мнимая единица и {\displaystyle \displaystyle {\not }D} оператор Дирака.)
Определив
{\displaystyle q={\begin{bmatrix}u\\d\end{bmatrix}},}
это может быть записано так
{\displaystyle {\mathcal {L}}={\overline {q}}_{L}\,i\displaystyle {\not }D\,q_{L}+{\overline {q}}_{R}\,i\displaystyle {\not }D\,q_{R}+{\mathcal {L}}_{\mathrm {gluons} }~.}
Лагранжиан не меняется при повороте {\displaystyle q_{L}} любой 2×2 унитарной матрицей L, и {\displaystyle q_{R}} любой 2×2 унитарной матрицей R.
Эта симметрия Лагранжиана называется «флейворной хиральной симметрией» и обозначается как {\displaystyle U(2)_{L}\times U(2)_{R}}. Она распадается на
{\displaystyle SU(2)_{L}\times SU(2)_{R}\times U(1)_{V}\times U(1)_{A}~}.
Синглетная векторная симметрия, {\displaystyle U(1)_{V}}, выступает в качестве
{\displaystyle q_{L}\rightarrow e^{i\theta }q_{L}\qquad q_{R}\rightarrow e^{i\theta }q_{R}~,}
и соответствует сохранению барионного числа.
Синглетная аксиальная группа {\displaystyle U(1)_{A}}, выступает в качестве
{\displaystyle q_{L}\rightarrow e^{i\theta }q_{L}\qquad q_{R}\rightarrow e^{-i\theta }q_{R}~,}
и не соответствует сохраняемой величине, поскольку явно нарушается квантовой аномалией.
Оставшаяся хиральная симметрия {\displaystyle SU(2)_{L}\times SU(2)_{R}} оказывается спонтанно нарушенной кварковым конденсатом{\displaystyle \textstyle \langle {\bar {q}}_{R}^{a}q_{L}^{b}\rangle =v\delta ^{ab}}, образованным путём непертурбативного взаимодействия глюонов КХД, до диагональной векторной подгруппы {\displaystyle SU(2)_{V}}, известной как изоспин. Голдстоуновские бозоны, соответствующие трём нарушенным генераторам, являются тремя пионами.
Как следствие, эффективная теория связанных состояний КХД, таких как барионы, должна теперь включать в себя массовые члены для них, якобы запрещённые ненарушенной хиральной симметрией. Таким образом, это хиральное нарушение симметрии создаёт основную массу адронов, например, для нуклонов; по сути, основной массы всей видимой материи.
В реальном мире из-за ненулевых и различающихся масс кварков {\displaystyle SU(2)_{L}\times SU(2)_{R}} это только приближенная симметрия, и, следовательно, пионы не безмассовы, но имеют небольшие массы: это псевдо-голдстоуновские бозоны.

### Больше ароматов
Для большего числа «лёгких» кварковых видов, N ароматов в целом, соответствующими хиральными симметриями являются U(N)L×U(N)R, разлагающиеся в
{\displaystyle SU(N)_{L}\times SU(N)_{R}\times U(1)_{V}\times U(1)_{A}~,}
и демонстрирующие аналогичную картину нарушения хиральной симметрии.
Как правило, берётся N = 3, u, d и s-кварки считаются лёгкими (Восьмеричный путь), поэтому они считаются примерно безмассовыми для симметрии, значимой в младшем порядка, тогда как остальные три кварка являются достаточно тяжелыми, чтобы едва иметь видимую для практических целей остаточную хиральную симметрию.

### Применение в физике частиц
В теоретической физике электрослабая модель максимально нарушает четность. Все его фермионы являются хиральными фермионами Вейля, что означает, что заряженные слабые калибровочные бозоны соединяются только с левыми кварками и лептонами. (Заметим, что нейтральный электрослабый Z-бозон связан с левыми и правыми фермионами.)
Некоторые теоретики считали это нежелательным, и поэтому предположили GUT-расширение слабого взаимодействия, которое имеет новые высокоэнергетические W'- и Z'-бозоны, которые теперь соединяются с правыми кварками и лептонами:
{\displaystyle {[SU(2)_{W}\times U(1)_{Y}] \over \mathbb {Z} _{2}}}
в
{\displaystyle {SU(2)_{L}\times SU(2)_{R}\times U(1)_{B-L} \over \mathbb {Z} _{2}}}.
Здесь, SU(2)L это не что иное, как вышеприведённый SU(2)W, а B-L — барионное число минус лептонное число. Электрический заряд в этой модели даётся формулой
{\displaystyle Q=I_{3L}+I_{3R}+{\frac {B-L}{2}}};
где {\displaystyle \!I_{3L,R}} являются левыми и правыми значениями слабых изоспинов  полей теории.
Существует также хромодинамика SU(3)C. Идея состояла в том, чтобы восстановить чётность, введя «лево-правую симметрию». Это расширение группы Z2 (лево-правая симметрия) на
{\displaystyle {SU(3)_{C}\times SU(2)_{L}\times SU(2)_{R}\times U(1)_{B-L} \over \mathbb {Z} _{6}}}
к полупрямому произведению
{\displaystyle {SU(3)_{C}\times SU(2)_{L}\times SU(2)_{R}\times U(1)_{B-L} \over \mathbb {Z} _{6}}\rtimes \mathbb {Z} _{2}.}
Оно имеет две связные компоненты, где Z2 действует как автоморфизм, являющийся композицией инволютивного внешнего автоморфизма SU(3)C с заменой левой и правой копий SU(2) с обращением U(1)B−L. В 1975 году Рабиндра Н. Мохапатра и Горан Сенянович показали, что лево-правая симметрия может быть спонтанно нарушена, чтобы дать хиральную низкоэнергетическую теорию, которая является стандартной моделью Глэшоу, Вайнберга и Салама, а также связывает малые наблюдаемые массы нейтрино с нарушением левой-правой симметрии с помощью механизма seesaw.
В этих условиях, хиральные кварки
{\displaystyle (3,2,1)_{1 \over 3}}
и
{\displaystyle ({\bar {3}},1,2)_{-{1 \over 3}}}
объединены в неприводимое представление
{\displaystyle (3,2,1)_{1 \over 3}\oplus ({\bar {3}},1,2)_{-{1 \over 3}}.}
Лептоны также объединены в неприводимое представление
{\displaystyle (1,2,1)_{-1}\oplus (1,1,2)_{1}.}
Бозоны Хиггса должны были реализовать нарушение левой-правой симметрии вплоть до стандартной модели
{\displaystyle (1,3,1)_{2}\oplus (1,1,3)_{2}.}
Также это предсказывает три стерильных нейтрино, которые идеально согласуются с текущеми данными осцилляций нейтрино. Внутри seesaw mechanism стерильные нейтрино становятся сверхтяжелыми, не влияя на физику при низких энергиях.
Поскольку лево-правая симметрия спонтанно нарушена, лево-правые модели предсказывают доменные стены. Эта лево-правая идея симметрии впервые появилась в модели Пати — Салама (1974), Мохапатра — Пати (1975).

### Комментарии
1. ↑   Заметим, однако, что представления, такие как представление дираковских спиноров и другие, обязательно имеют как правую, так и левую компоненты. В таких случаях мы можем определить операторы проецирования, которые удаляют (обращают в ноль) правую или левую компоненту, и обсуждать, соответственно, оставшуюся левую или правую компоненту представления.
2. ↑   Гравитоны также считаются безмассовыми, но до сих пор являются только гипотетическими частицами.
3. ↑   Всё ещё возможно, что пока ещё ненаблюдаемые частицы, такие как гравитон, могут быть безмассовыми и, следовательно, иметь инвариантную спиральность, которая соответствует их хиральности, как у фотона.